# Hvítá (Vesturland)
Pour les articles homonymes, voir Hvítá.
Le Hvítá est un fleuve de l'ouest de l'Islande, situé près de Reykholt dans l'ouest du pays. Ce fleuve prend sa source à l'Eiríksjökull avant de passer devant l'Ok et se jette sur les cascades Barnafoss et passe les Hraunfossar dont les eaux se déversent dans le fleuve avant de traverser une longue vallée et d'atteindre le Borgarfjörður.